# 1350.
1350. je šesto desetletje v 14. stoletju med letoma 1350 in 1359. 